# 의령도서관
의령도서관은 경상남도 의령군 의령읍 의병로25길 9-8 소재의 도서관이다.

## 연혁
- 1953년 백산 회관 건립 위원회 조직
- 1954년 성금모금액 30만환(구화) 단층 건평 70평 건물 착공
- 1959년 건물공정 70% 골조공사 사업금 부족으로 공사 중단
- 1966년 10월 20일 군 교육청 회의실 사용하고자 교육청 예산으로 내부 공사 완공
- 1972년 3월 1일 백산도서관 설립준비위원회 구성
- 1972년 8월 15일 도서관 개관을 위한 장서 수집, 시설비 모금운동 전개
- 1974년 4월 20일 백산도서관으로 개관
- 1974년 6월 13일 의령군립도서관으로 인가 승인
- 1991년 3월 6일 의령도서관으로 명칭변경
- 2010년 7월 29일 의령도서관 신축 이전 개관
- 2019년 3월 1일 지역 인문학 센터 지정

## 시설 현황
- 3층: 다목적실, 강좌실, 열람실
- 2층: 백산갤러리, 종합자료실, 정기간행물실
- 1층: 어린이자료실, 유아자료실, 디지털자료실

## 이용 안내
이용 시간
- 화요일 ~ 일요일(연중) 09:00 ~ 18:00

휴관일
- 정기휴관일: 매주 월요일
- 일요일을 제외한 법정공휴일 (단, 일요일과 법정공휴일이 겹칠 경우 휴관)
- 임시휴관일: 이외에 장서점검 및 보수공사 등 관장이 필요하다고 인정하는 경우